# Natal Challenger 1994
Il Natal Challenger 1994 è stato un torneo di tennis facente parte della categoria ATP Challenger Series nell'ambito dell'ATP Challenger Series 1994. Il torneo si è giocato a Natal in Brasile dal 5 all'11 settembre 1994 su campi in terra rossa.

## Vincitori

### Singolare
Alejo Mancisidor ha battuto in finale  Fernando Meligeni con il punteggio di 6–3, 3–6, 7–5

### Doppio
Otavio Della /  Marcelo Saliola hanno battuto in finale  Gastón Etlis /  Ricardo Mena con il punteggio di 6–4, 6–3